# Karl Anton av Hohenzollern-Sigmaringen
Karl Anton av Hohenzollern-Sigmaringen, född 7 september 1811 i Krauchenwies, död 2 juni 1885 i Sigmaringen, var en tysk furste, ämbetsman och militär.
Han var den siste regerande fursten av Hohenzollern-Sigmaringen (1848-1849), Preussens ministerpresident (1858-1862) samt far till kung Carol I av Rumänien.

## Biografi
Han var son till furst Karl av Hohenzollern-Sigmaringen (1785–1853) och hans första maka, prinsessan Antoinette Murat (1793–1847), brorsdotter till Joachim Murat, marskalk av Frankrike och kung av Neapel. Han var 1848–1849 den sista regerande fursten av Hohenzollern-Sigmaringen innan detta land inlemmades i Preussen, och behöll titulärt denna värdighet även från 1849 till sin död. 1850 erhöll han titeln "höghet" och 1861 "kunglig höghet".
År 1858 blev han Preussens ministerpresident och statsrådspresident, men nedlade dessa ämbeten 1862 därefter var han 1863–1871 militärguvernör i Rhenprovinserna och Westfalen. År 1859 utnämndes han till infanterigeneral och 1868 till vicepresident i lantförsvarskommissionen.

## Familj
Gift i Karlsruhe 21 oktober 1834 med Josephine av Baden (1813–1900), dotter till storhertig Karl av Baden och Stéphanie de Beauharnais.
Barn:
1. Leopold av Hohenzollern-Sigmaringen (1835–1905), gift 1861 med Antonia av Portugal (1845–1913)
2. Stephanie av Hohenzollern-Sigmaringen 1837–1859), gift 1858 med kung Peter V av Portugal (1837–1861)
3. Karl av Hohenzollern-Sigmaringen (kung Carol I av Rumänien) (1839–1914)
4. Anton av Hohenzollern-Sigmaringen (1841–1866), ogift, deltog i Tyska enhetskriget och dog av skador från slaget vid Königgrätz
5. Fredrik Eugen av Hohenzollern-Sigmaringen (1843–1904), gift med Louise av Thurn och Taxis (1859–1948)
6. Maria av Hohenzollern-Sigmaringen (1845–1912), gift med prins Filip av Belgien, greve av Flandern (1837–1905)